# Igunga (Bezirk)
Igunga ist ein Verwaltungsbezirk (englisch Ward) des Distrikts Igunga in der tansanischen Region Tabora.

## Geografie
Igunga ist ein gemischter Bezirk im westlichen Teil des zentralen Hochlands von Tansania, etwa 140 Kilometer Luftlinie nordöstlich der Regionshauptstadt Tabora. Er umfasst das Gebiet der Distrikthauptstadt Igunga und das umliegende Land bis zur Region Singida im Osten. Bei der Volkszählung 2022 lebten 82.768 Menschen in 17.362 Haushalten auf einer Fläche von 401 Quadratkilometern.

Der Bezirk grenzt im Osten und Südosten an die Region Singida und sonst an fünf Bezirke des Distrikts Igunga:
| Mwamashinga | Mbutu                                       |        |
| Nanga       | Kompassrose, die auf Nachbargemeinden zeigt | Mgongo |
| Bukoko      | Nguvumoja                                   | Mtoa   |

## Gliederung
Der Bezirk besteht aus sechzehn Stadtteilen und Gemeinden (Kitongoji):
- Stoo
- Nkokoto
- Kamando
- Mwayunge
- Mwahobelo
- Mwamahozu
- Mwamaganga
- Masanga
- Buyumba
- Mwamapuli
- Kitalu
- Malugala
- Mwamsunga
- Mwamayoka
- Kati
- Magharibi

## Infrastruktur
- Bildung: Im Bezirk liegen fünf weiterführende Schulen. Die Hanihani Secondary School[7] und die Mwayunge Secondary School[8] sind staatliche Tagesschulen mit einer Ausbildung bis zur 4. Stufe, die Mwanzugi Secondary School[9] ist ebenfalls staatlich, bildet jedoch Tages- und Internatsschüler bis zur 4. Stufe aus, die gleichfalls staatliche Igunga Secondary School[10] bildet als einzige Schule des Bezirks bis zur 6. Stufe aus. Die St. Margaret Maria Alakok Girls Secondary School wird von der römisch-katholischen Kirche geleitet und bietet Mädchen eine Ausbildung bis zur 4. Stufe.[11]
- Gesundheit: Im Bezirk gibt es ein staatliches Distriktkrankenhaus[12] und zwei staatliche Apotheken.[13][14]
- Straße: Durch den Bezirk verläuft die asphaltierte Nationalstraße T3, die Nzega im Westen mit Singida im Osten verbindet.[15]